# Greigia leymebambana
Greigia leymebambana är en gräsväxtart som beskrevs av Harry Edward Luther. Greigia leymebambana ingår i släktet Greigia och familjen Bromeliaceae.
Artens utbredningsområde är Peru. Inga underarter finns listade i Catalogue of Life.